# Liste markanter und alter Baumexemplare in Niedersachsen
Markante und alte Bäume in Niedersachsen haben meist ein Alter zwischen 300 und 600 Jahren. Viele Dörfer haben sogenannte tausendjährige Eichen oder Linden, die bei näherer Untersuchung diesen Anspruch meist nicht erfüllen. Die Altersdaten beruhen meist auf Schätzung oder Überlieferung, nur wenige einzelne Bäume sind anhand von Quellen oder Kernbohrung verlässlich altersbestimmt (siehe auch Altersbestimmung von Bäumen). Darüber hinaus existieren einige Bäume, die schon deshalb besonders interessant sind, weil sie das älteste bekannt gewordene Exemplar einer Art oder das größte jemals bekannt gewordene Exemplar darstellen.
Siehe auch Kategorie Einzelbaum in Niedersachsen.
| Bild                                                     | Name                                 | Gattung/Art  | Stamm- umfang             | Höhe (m)     | ungefähres Alter (Jahre)                  | Ort                                                   | Landkreis         | Besonderheiten                                                                                  |
| -------------------------------------------------------- | ------------------------------------ | ------------ | ------------------------- | ------------ | ----------------------------------------- | ----------------------------------------------------- | ----------------- | ----------------------------------------------------------------------------------------------- |
| Coldamer Bauernhof-Eibe (2022)                           | Coldamer Bauernhof-Eibe              | Eibe         | 3,04 m (2022)             | 9,3 m (2022) | 270–360                                   | Coldam im Stadtteil Bingum, Stadt Leer (Ostfriesland) | Leer              | Steht in Doppelformation vor einem alten Bauernhof in Coldam                                    |
| Dicke Linde in Elliehausen (2017)                        | Dicke Linde in Elliehausen           | Winterlinde  | 8,20 m                    | 15,5 m       | 520–610                                   | Elliehausen Stadtteil Göttingens Lage                 | Göttingen         | Am Dorfrand, Richtung Esebeck                                                                   |
| weitere Bilder                                           | Dicke Linde von Upstedt              | Sommerlinde  | 11,65 m (2019)            | 12 m         | >1000                                     | Upstedt Stadt Bockenem Lage                           | Hildesheim        | eine der ältesten Linden Deutschlands, Naturdenkmal „Upstedter Linde“ (ND-HI 099)               |
| weitere Bilder                                           | Dorfeiche in Dötlingen               | Eiche        | 6,70 m                    |              | 500–600                                   | Dötlingen Lage                                        | Oldenburg         |                                                                                                 |
| BW                                                       | Dorfeiche in Linse                   | Eiche        | 6,20 m                    |              | 400–500                                   | Linse Stadtteil Bodenwerders Lage                     | Holzminden        | Kronendurchmesser: 30 m                                                                         |
| weitere Bilder                                           | Fabianeiche                          | Stiel-Eiche  | 7,9 m                     | 18 m         | > 600                                     | Kloster Wienhausen, Kreis Celle Lage                  | Kreis Celle       | [ 5 ]                                                                                           |
| weitere Bilder                                           | Friederikeneiche                     | Eiche        | 8,11 m                    |              | 1200                                      | Naturwald Hasbruch Gem. Hude u. Ganderkesee Lage      | Oldenburg         | ältester Baum in Niedersachsen                                                                  |
|                                                          | Gerichtslinde in Göttingen           | Sommerlinde  | 6,97 m                    | 12 m         | 420–520                                   | Göttingen                                             | Göttingen         |                                                                                                 |
| Gerichtslinde in Pöhlde (2005)                           | Gerichtslinde in Pöhlde              | Sommerlinde  | 8,30 m                    | 12 m         | 1000                                      | Pöhlde Lage                                           | Göttingen         | Gerichtslinde an historischem Thingplatz                                                        |
| weitere Bilder                                           | Gerichtslinde in Scheeßel            | Sommerlinde  | 7,00 m (2014)             | 21 m         | 500–600                                   | Scheeßel Lage                                         | Rotenburg (Wümme) | Gerichtslinde am Platz des historischen Gogerichts                                              |
| Grafeneiche in Asel (2013)                               | Grafeneiche                          | Eiche        | 7,91 m                    |              | 500–600                                   | Asel Lage                                             | Hildesheim        |                                                                                                 |
| BW                                                       | Hainbuchen im Hasbruch               | Hainbuche    | 5,36 m (dickster Baum)    |              | bis 250                                   | Naturwald Hasbruch Gem. Hude u. Ganderkesee Lage      | Oldenburg         | ehemaliger Eichen–Hainbuchen Hutewald                                                           |
|                                                          | † Hutebuche im Tinner Loh            | Buche        | 6,90 m                    |              | 200–300                                   | Tinner Loh bei Tinnen Stadt Haren Lage                | Emsland           | 2014: Pilzbefall, wenig Austrieb 2015: Totholztorso, kein Austrieb 2018: umgestürzt vorgefunden |
| weitere Bilder                                           | Kaiser-Lothar-Linde                  | Linde        | 11–15 m                   | 20 m (circa) | 850                                       | Königslutter am Kaiserdom Lage                        | Helmstedt         | Kaiser Lothar soll den Baum um 1135 gepflanzt haben                                             |
| BW                                                       | Königseiche bei Ebstorf              | Stieleiche   | 8,50 m                    | 34 m         | >500                                      | Ebstorf Lage                                          | Uelzen            | höchste bekannte Eiche in Deutschland                                                           |
| weitere Bilder                                           | Kopfbuche bei Gremsheim              | Süntel-Buche |                           |              |                                           | am Heber bei Bad Gandersheim Lage                     | Northeim          | größte existierende Süntel-Buche                                                                |
| Ludwig-Richter-Baum im Tiergarten von Hannover           | Ludwig-Richter-Buche                 | Hainbuche    |                           |              | 300–350                                   | Kirchrode im Tiergarten Hannover Lage                 | Region Hannover   | Kopfbaum                                                                                        |
| Märcheneiche am Tiergarten (2015)                        | Märcheneiche am Tiergarten           | Stieleiche   | BHU 5,71 m (Lippert 2016) | 17 m         | 400–500                                   | Kirchrode am Tiergarten Hannover Lage                 | Region Hannover   | Naturdenkmal (ND-H 225)                                                                         |
| weitere Bilder                                           | Peterlinde                           | Sommerlinde  | 6 m (circa)               |              | 500–700                                   | Coppenbrügge Lage                                     | Hameln-Pyrmont    | benannt nach Zar Peter dem Großen                                                               |
| weitere Bilder                                           | Platane in Ohr                       | Platane      | 8,63 m                    |              | etwa 300                                  | Ohr Ortsteil von Emmerthal Lage                       | Hameln-Pyrmont    | Naturdenkmal (ND-HM 197) in der Weseraue, direkt an der B 83                                    |
| Tanzkastanie (Riesenkastanie) in Hitzacker (Torso; 2008) | † Riesenkastanie                     | Kastanien    |                           |              | etwa 350; gestorben                       | Hitzacker Lage                                        | Lüchow-Dannenberg | Kronendurchmesser war 30 m                                                                      |
| weitere Bilder                                           | Riesenlinde zu Heede                 | Linde        | 17 m (circa)              | 26 m (circa) | 600–1000                                  | Heede (Emsland) Lage                                  | Emsland           | größte Linde Europas Kronendurchmesser: etwa 35 m                                               |
| Süntel-Buche im Berggarten (2019)                        | Süntel-Buche im Berggarten           | Süntel-Buche |                           |              | 145 gepflanzt 1880                        | Berggarten in Hannover Lage                           | Region Hannover   | auch bekannt als „Gespensterbuche“                                                              |
| BW                                                       | 1000-jährige Eibe                    | Eibe         |                           |              | 974                                       | im Pfarrgarten Kirchwistedt Lage                      | Cuxhaven          |                                                                                                 |
| weitere Bilder                                           | 1000-jährige Eiche                   | Eiche        | 7,50 m                    |              |                                           | Vörie Lage                                            | Region Hannover   | einer der mächtigsten Bäume in Niedersachsen                                                    |
| Tiergarteneiche (2021)                                   | Tiergarteneiche                      | Stieleiche   | 6,80 m                    | 22 m         | 350–500                                   | Kirchrode im Tiergarten Hannover Lage                 | Region Hannover   |                                                                                                 |
| weitere Bilder                                           | † Tilly-Buche („Die Ur-Süntelbuche“) | Süntelbuche  | 5,40 m                    | 18 m         | stand 1739–1994 im Süntel (Weserbergland) | bei Raden Gemeinde Auetal Lage                        | Schaumburg        | brach 1994 auseinander; Kronendurchmesser: war 25 m                                             |
| weitere Bilder                                           | Tilly-Linde Großgoltern              | Linde        | 12,90 m                   | 25 m (circa) | 800                                       | Großgoltern bei Barsinghausen Lage                    | Region Hannover   | Tilly-Linde = Gerichtslinde Kronendurchmesser: etwa 30 m                                        |
| Tilly-Linde Salzhemmendorf (2006)                        | Tilly-Linde Salzhemmendorf           | Linde        |                           |              |                                           | bei Hemmendorf Lage                                   | Hameln-Pyrmont    | Tilly-Linde = Gerichtslinde                                                                     |
| Tulpenbaum Harpstedt (2015)                              | Tulpenbaum in Harpstedt              | Tulpenbaum   | 4,95 m                    | 30 m         | 425 gepflanzt um 1600                     | Park Amtsfreiheit in Harpstedt Lage                   | Oldenburg         |                                                                                                 |
| weitere Bilder                                           | Tumulus von Evessen                  | Linde        |                           |              | 800                                       | An der Hauptstraße von Evessen Lage                   | Wolfenbüttel      | Steht auf einem Grabhügel                                                                       |
| weitere Bilder                                           | Alte Eibe am Erbhof Thedinghausen    | Eibe         | 4,82 m (2022)             | 14 m (2022)  | 408 gepflanzt um 1617                     | am Erbhof Thedinghausen Lage                          | Verden            | Nationalerbe-Baum                                                                               |